# Кучерявенко Михайло Іванович
Кучерявенко Михайло Іванович (нар. 24 січня (5 лютого) 1904 — пом. 5 жовтня 1971) — генерал-майор радянської армії, під час Німецько-радянської війни командир 306-ї стрілецької дивізії 43-ї армії 1-го Прибалтійського фронту, Герой Радянського Союзу (1944).

## Біографія
Народився 24 січня (за новим стилем 5 лютого) 1904 року в Полтаві в сім'ї столяра.
Після закінчення трьох класів міського училища працював хлопчиком у перукарні, чорноробом.
У 1919 році разом із батьком добровольцем вступив у Червону армію. Брав участь в Громадянській війні. У 1921 році демобілізувався. Після закінчення громадянської війни деякий час працював у радгоспі, був секретарем волосного комітету комсомолу. Але товариші по зброї, знаючи військові здібності Михайла, рекомендували його на навчання у військову школу.
У 1928 році закінчив Івано-Вознесенську піхотну школу і був направлений для подальшого проходження військової служби в Хабаровськ. На Далекому Сході він прослужив чотирнадцять років. Брав участь в боях на озері Хасан. За мужність і відвагу, уміле керівництво боєм з японцями в районі озера Хасан Михайло Іванович був нагороджений орденом Червоного прапора.
У перші дні Німецько-радянської війни Михайло Іванович очолив 78-му окрему бригаду, сформовану з добровольців Красноярського краю. Незабаром він був призначений командиром 306-ї стрілецької дивізії. З цим з'єднанням пов'язаний весь бойовий шлях Кучерявенка.
Перший бій дивізія прийняла у листопаді 1942 року в боях за місто Білий на Калінінському фронті.
Воював на Калінінському та 1-м Прибалтійському фронтах. Командуючи дивізією, М. І. Кучерявенко брав участь у визволенні Білорусі і Прибалтики, штурмі Берліна. Особливо відзначилися генерал-майор Кучерявенко і бійці його дивізії у червні 1944 року на Вітебському плацдармі під час штурму і прориву потужної укріпленої системи оборони противника. Комдив показав у цих боях зразки особистої мужності і хоробрості. Тут яскраво виявилися його висока командирська майстерність і тактична зрілість. Він уміло поєднував ретельну розвідку сил противника з підготовкою офіцерського, сержантського і рядового складу дивізії до боїв. Завдяки правильно ухваленому рішенню і умілим діям піхоти і артилерії 306-а стрілецька дивізія під командуванням генерала Кучерявенка успішно прорвала укріплену оборону противника на підступах до міста Бешенковичі і перейшла в стрімкий наступ: підійшовши до річки Західна Двіна, 306-а дивізія організовано форсувала її, захопила плацдарм і утримувала його до підходу основних сил. Розвиваючи успіх, частини дивізії здійснили сміливий кидок на дванадцять кілометрів, у впертій сутичці оволоділи опорним пунктом німців і звільнили районний центр Бешенковичі, значно розширивши коридор Вітебської групи військ. За два дні боїв з'єднання, долаючи опір ворога, пройшло з боями 30 кілометрів по важкопрохідних шляхах. Були здобуті великі трофеї, захоплено в полон понад 100 солдатів і офіцерів противника.
Указом Президії Верховної Ради СРСР від 22 липня 1944 року за уміле керівництво бойовими діями дивізії і проявлені при цьому особисті мужність і героїзм генерал-майору Михайлу Івановичу Кучерявенку присвоєно звання Героя Радянського Союзу з врученням ордена Леніна і медалі «Золота Зірка».
Після війни М. І. Кучерявенко продовжив службу в ЗС СРСР. У 1946—1950 роках командував 201-ю мотострілецькою дивізією Туркестанського військового округу (Таджицька РСР). У 1951 році закінчив Вищі академічні курси при Військовій академії Генерального штабу.
З 1959 року — у відставці. Жив у місті Омськ, багато сил і енергії віддавав військово-патріотичній роботі. Помер 5 жовтня 1971 року. Похований на Старо-Північному кладовищі Омська.

## Пам'ять
Іменем Героя названа вулиця в Омську, на будівлі школи № 78 міста встановлена меморіальна дошка. І лише в Полтаві про нього нічого не нагадує.